# 海尾朝皇宮宋江陣

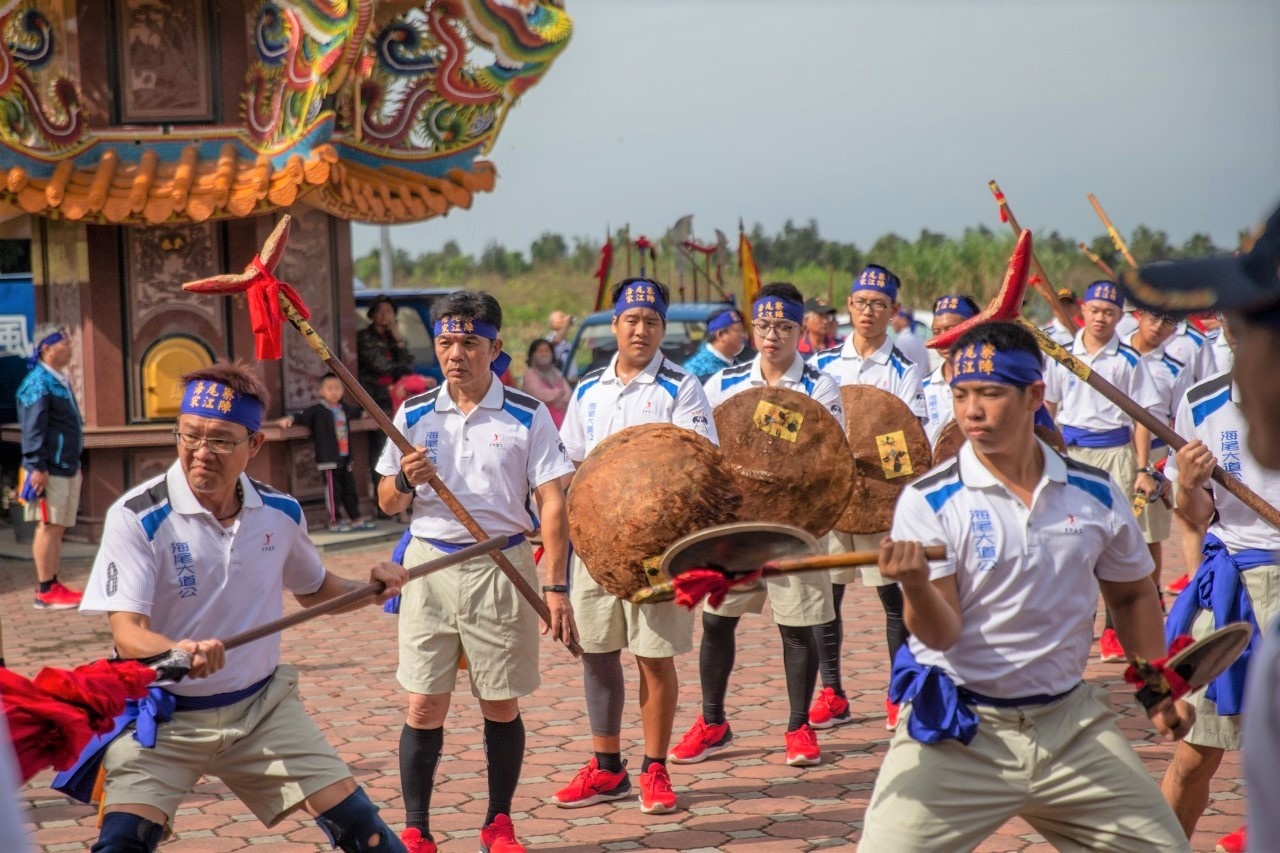
海尾寮宋江陣

海尾朝皇宮宋江陣，又名海尾寮宋江陣，隸屬於臺灣臺南市安南區海尾朝皇宮的一個武術陣頭，成立於日治明治33年(西元1900年)，為朝皇宮主神保生大帝駕前專屬的傳統武陣，屬於曾文溪流域之宋江陣，腳巾顏色為「深藍腳巾」。民國113年(西元2024年)登錄為臺南市定無形文化資產保存團體。

## 沿革
據海尾寮地區吳姓(將軍吳)祖譜中記載，一位名叫「吳營」的老祖，有一位獨子「吳春吉」又名「起吉」。清末至日治初期，臺江沿海地區盜匪集結，時常掠奪各地村莊，海尾寮也不幸遭殃。據耆老相傳，土匪強盜行搶之前，甚至敲鑼打鼓，結隊而行。明治33年(西元1900年)吳營被海賊劫殺，享年69歲，海尾村民決議籌組武裝自衛隊來保衛地方安全。
吳春吉有一位養子「吳拋」來自於蕭壠堡頂山仔庄(今七股區頂山里)過房，因為這樣的地緣關係，聘請「頂山仔宋江陣」來自唐山的師父「徐仕金」率弟子「陳德籃」來海尾寮傳授宋江陣，抵禦海盜劫庄，保衛海尾寮地區之安全。不過頂山仔宋江陣專屬的黑腳巾不外傳，因此海尾寮宋江陣改使用「深藍腳巾」。
宋江陣成立後，不只保衛村庄安全，也參與神明慶典，自然成為境主保生大帝的駕前護衛隊。日後因政局治安穩定，宋江陣不再擁有治安保衛功能，因此轉型成為地方傳統陣頭。戰後，由海尾第一代宋江陣成員「許加再」、「吳丁荐」等人，再傳承至陳卿寮、總頭寮兩個村庄，並延續海尾的「深藍腳巾」，也曾協助指導同為頂山系統的溪頂寮、南路寮(兩陣皆改用黃腳巾)宋江陣。
而超過百年歷史的海尾寮宋江陣，隊員勇猛剽悍，平時訓練紮實，名聲響亮，迄今其盛名更有「不曾看過海尾斧，也要聽過海尾鼓」的俗諺流傳，頭旗、雙斧、官刀等兵器陣式隨著鏗鏘有力的鑼鼓聲展開，不僅氣勢凌人，民俗上更有驅邪制煞的象徵。
民國113年(西元2024年)12月，海尾朝皇宮宋江陣登錄為臺南市定無形文化資產保存團體。

## 歷史趣聞

### 溪仔墘担酒 請師父徐士金
早期頂山仔宋江陣師父「徐士金」親自到海尾寮傳授宋江陣之時，起初並未將自身的武藝全部傳授，而是自己保留一手。眾人見徐士金身懷絕技，武藝超凡，如不傳授，實為可惜，因此想盡辦法想討好徐士金。後來得知徐士金嗜酒，於是在每天團練之前，都會派人前往溪仔墘担酒來請徐士金喝，藉此讓其答應傳授各項武藝，酒喝得越多，教得越多，最終徐士金也將全部的武術及陣法傳授於海尾宋江陣。

### 大目降 一戰成名
有一位名叫「吳頓」的海尾人氏，在日治時期於新化大目降擔任警察。而大目降地區每年會舉行十八嬈的民俗活動，在活動中不乏有各類文武陣頭，吳頓在看過各個陣頭表演之後，當眾下了一句評語:「呼神武屎飛，什麼表演都沒有海尾的宋江陣好看」，於是吳頓當晚徹夜趕回海尾寮，邀請海尾宋江陣至大目降表演。大夥抵達大目降立即展開精彩的演出，呈現海尾宋江陣「兇」、「猛」、「狠」的特色，現場人山人海，踩破屋瓦也要看熱鬧，觀眾各個無不叫好，自此之後，海尾宋江陣便一戰成名。

## 組織運作
海尾宋江陣為朝皇宮管理委員會轄下的陣頭，目前幹部有館東、榮譽總教練、總教練、教練、隊長、副隊長、總務，每年農曆六月十一日田都元帥 (宋江爺)聖誕，全體宋江陣幹部及隊員會舉行團拜祝壽儀式。
每逢丑、辰、未、戌年的農曆正月開館訓練，並於農曆三月十二、十三日隨同保生大帝回下大道良皇宮謁祖進香及回駕繞境，也參加正統鹿耳門聖母廟舉辦的土城香科三天繞境。
為了發揚及延續海尾在地傳統文化，近年宋江陣會不定期開設暗館，台江社大也有台江武藝班傳承武藝，讓海尾宋江陣武藝能向外推廣，永續傳承。

## 兵器簡介
海尾宋江陣所使用的兵器，除了雙刀之外，其餘皆與頂山仔宋江陣相同。頂山仔宋江陣為兩對雙眼，起初傳授于海尾宋江陣也是如此，後來由吳金樹將兩對雙眼改為一對雙眼，一對雙刀。另外，也和頂山仔相同，有著一對非常巨大的雙斧，以及聲音響亮的宋江鼓，也成為海尾宋江陣著名的特色，在台江當地有一句的俗諺，「不曾看過海尾斧，也要聽過海尾鼓」。

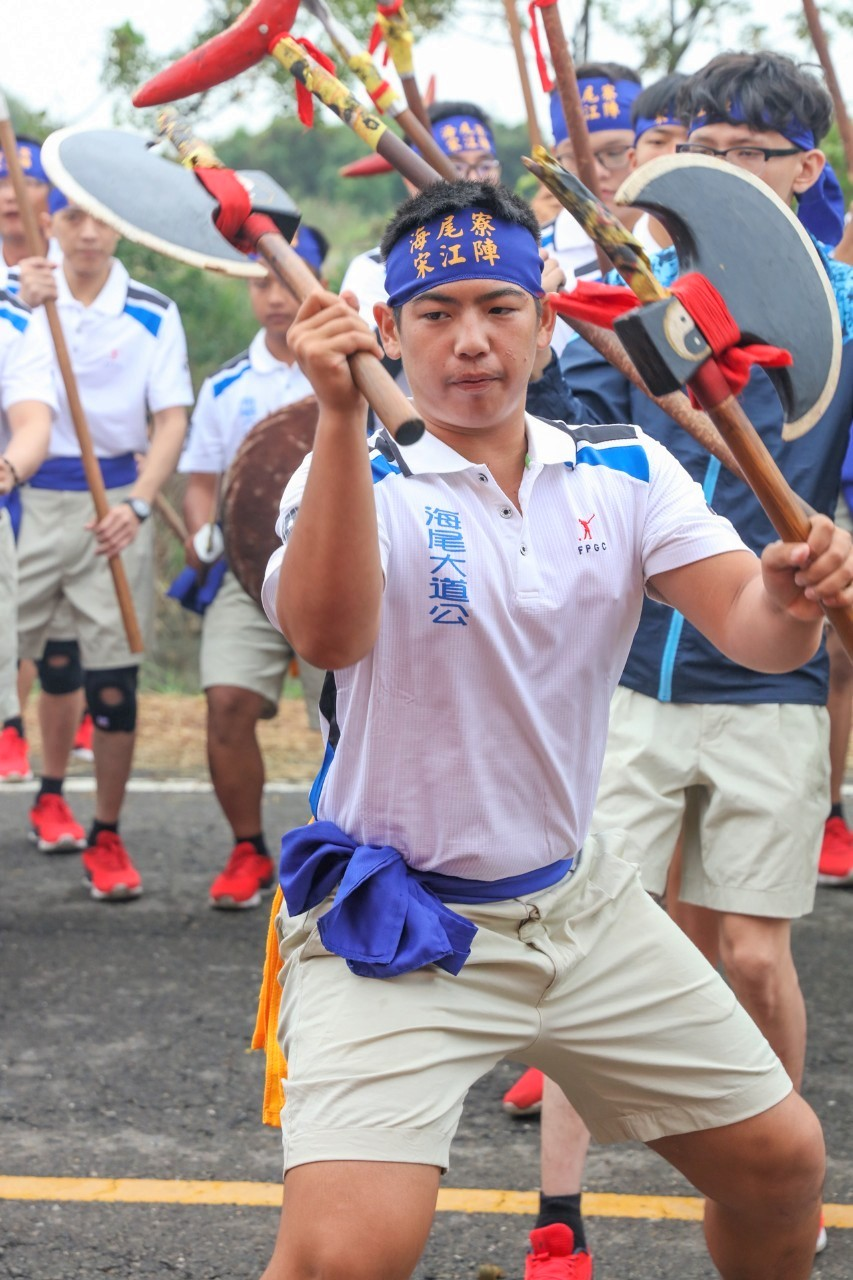
海尾寮宋江陣雙斧

- 頭旗(一支)
- 雙斧(一對)
- 盾牌（八面）
- 雙刀（一對）
- 雙眼（一對）
- 齊眉棍（八支）
- 木耙（四支）
- 雨傘（一支）
- 躂刀(四支)
- 鉤(三支)
- 官刀(兩支)

- 丈二(一支)

## 操演陣法

### 上半陣
- 打圈
- 洗旗(開四城門)
- 眾星拜斗(行葫蘆)
- 五步穿
- 穿心陣
- 開三寶(雙斧、頭旗、官刀)
- 個人兵器
- 個人拳套
- 龍蛇陣
- 龍門陣
- 龍捲水
- 蜘蛛結網
- 黃蜂脫網
- 兵器對打(摃對)

### 下半陣
- 打圈
- 洗旗
- 八卦陣
- 五花陣
- 收五花
- 兵器連環(摃連環)

## 外部連結
海尾朝皇宮宋江陣FB粉絲專業